# Mannoheptulóz
A mannoheptulóz (pontosabban: D-manno-hept-2-ulóz) egy ketoheptóz. Az avokádóban található meg nagyobb mennyiségben más ketoheptózokkal együtt. Mivel a bélből csak korlátozottan szívódik fel, nagyobb mennyiségben fogyasztva ozmotikus hashajtó hatású, de a vizeletben is megjelenhet. A hexokináz kompetitív inhibitora, ezért gátolja a glikolízis első lépését, csökkenti a szérum inzulin-szintet, csökkenti a testtömeget. Szerkezete:
```
   CH
2
OH
   |
   C=O
   |
HO-C-H
   |
HO-C-H
   |
 H-C-OH
   |
 H-C-OH
   |
   CH
2
OH
```